# New York Islanders
Los New York Islanders (en español: Isleños de Nueva York) son un equipo profesional de hockey sobre hielo de los Estados Unidos con sede en Elmont, Nueva York. Compiten en la División Metropolitana de la Conferencia Este de la National Hockey League (NHL) y disputan sus partidos como locales en el UBS Arena.

## Pabellones

### Antiguos pabellones
- Nassau Coliseum. Los Islanders han jugado la mayor parte de su historia en el Nassau Veterans Memorial Coliseum de Uniondale, un suburbio del Condado de Nassau.
- Barclays Center. En octubre de 2012 los Islanders anunciaron que en 2015 se trasladarían al Barclays Center, pabellón situado en el borough de Brooklyn.